# Ralf Kienemund
Ralf Kienemund ist ein ehemaliger deutscher Basketballspieler.

## Werdegang
Kienemund war in der Saison 1978/79 Spieler des Bundesligisten BSC Saturn Köln. Von 1980 bis 1981 spielte er für den SSV Hagen ebenfalls in der Bundesliga.
In der bundesdeutschen Nationalmannschaft kam er im Juli 1978 zu einem A-Länderspiel.